# Norman Rockwell’s World… An American Dream

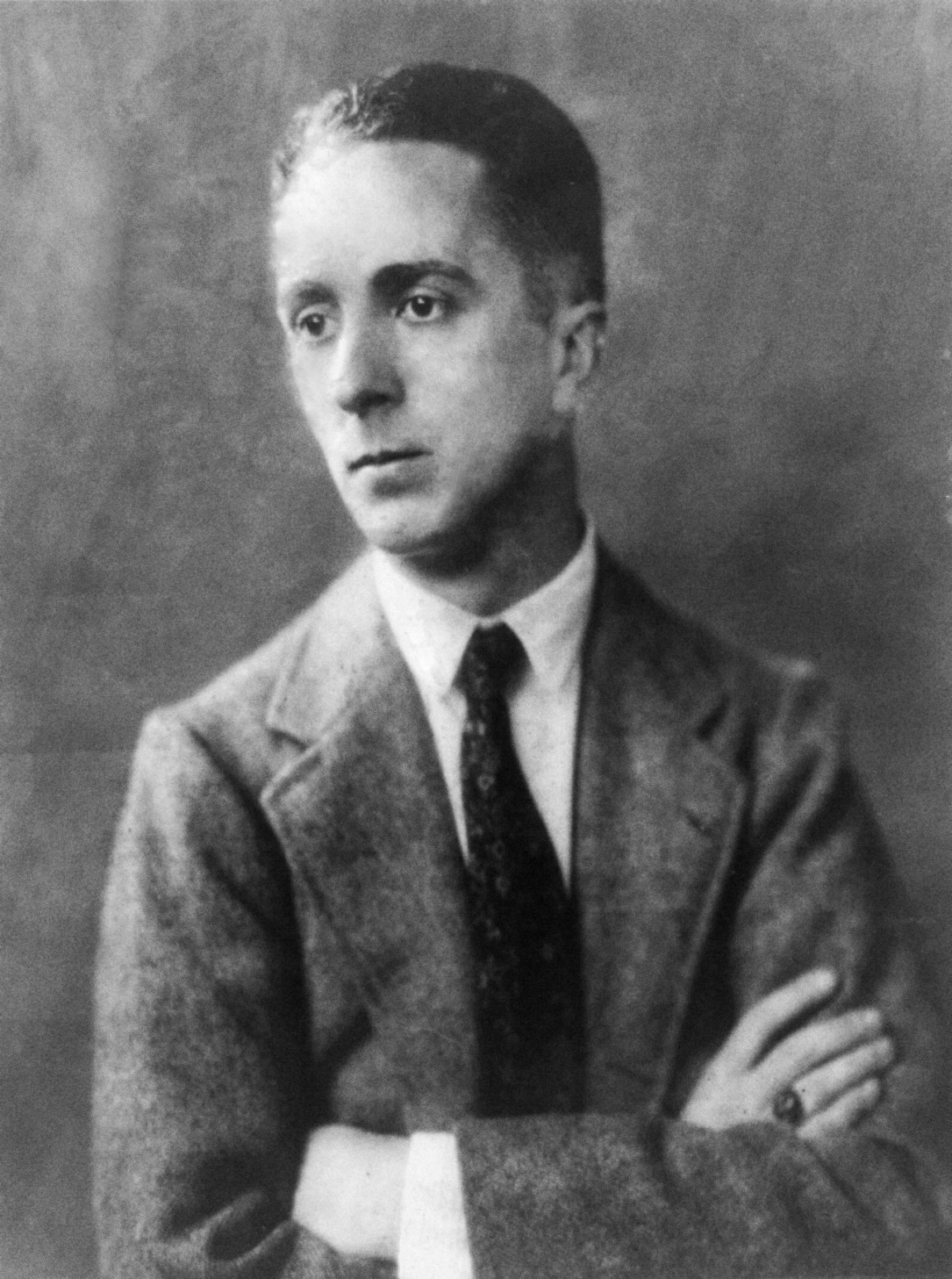
Norman Rockwell (1921)

Norman Rockwell’s World… An American Dream ist ein US-amerikanischer Kurzfilm von Robert Deubel aus dem Jahr 1972, der von Richard Barclay produziert und bei den 45. Academy Awards 1973 mit einem Oscar ausgezeichnet worden ist.

## Inhalt
Der Film setzt sich mit dem US-amerikanischen Maler und Illustrator Norman Rockwell (1894 bis 1978) auseinander. Rockwell schuf in einem Zeitraum von mehr als vierzig Jahren 322 Titelbilder für die amerikanische Wochenzeitschrift The Saturday Evening Post, wodurch er sehr populär wurde. Bekannt ist er auch durch seine Illustrationen, Kalender und Cover des Boys’-Life-Magazins, die er für den Jugendverband Boy Scouts of America gestaltete.
Gezeigt wird Rockwells Welt anhand von Nachstellungen, Standbildern, Gemälden und alten und neuen Filmaufnahmen. Der Künstler zeigt in seinem Studio in Stockbridge in Massachusetts Cover, die er im Laufe der Jahre für die Saturday Evening Post malte. Er erklärt, dass er die Welt nicht so darstelle, wie sie sei, sondern so, wie er sie gerne hätte und dass es ihm widerstrebe, hässliche Dinge festzuhalten.
Rockwells Werke werden als amerikanisch-patriotisch wie auch als kommerziell eingestuft und sind der Americana zuzurechnen. Entweder man begeistert sich für seine Arbeiten, wie beispielsweise die amerikanischen Präsidenten Ronald Reagan und Bill Clinton, oder man kann ihnen nichts abgewinnen und bezeichnet sie gar als Kitsch. Rockwell ist so oder so einer der einflussreichsten und bekanntesten Künstler in der Amerikanischen Geschichte.
Mit Rockwells Serie Four Freedoms, durch die der Maler sich durch eine von US-Präsident Franklin D. Roosevelt im Januar 1941 gehaltene Rede inspirieren ließ, tourte das Office of War Information ab 1943 durch die USA und sammelte 130 Mio. US-Dollar Kriegsanleihen ein.

Rockwells Serie
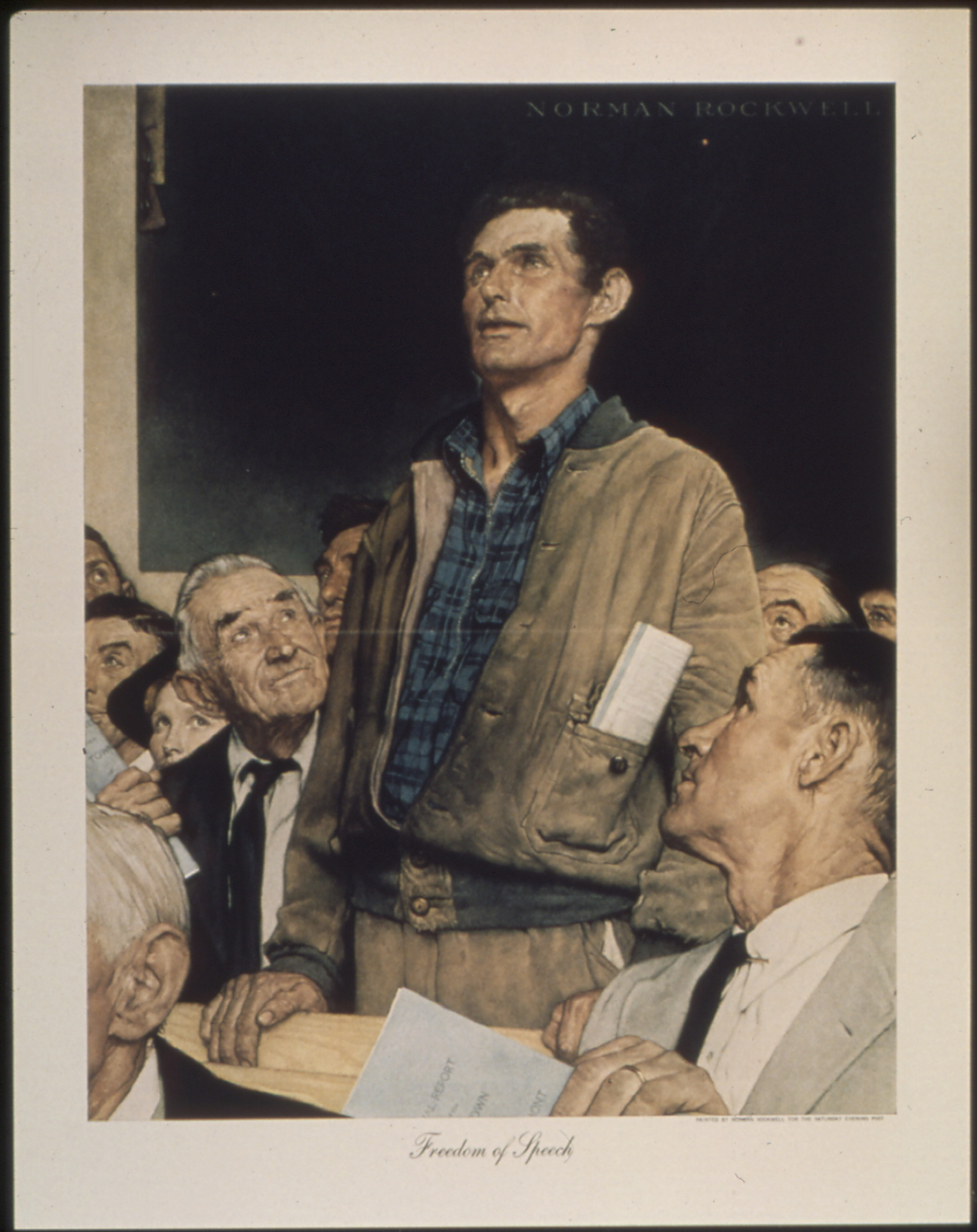
Freedom of Speech – Redefreiheit
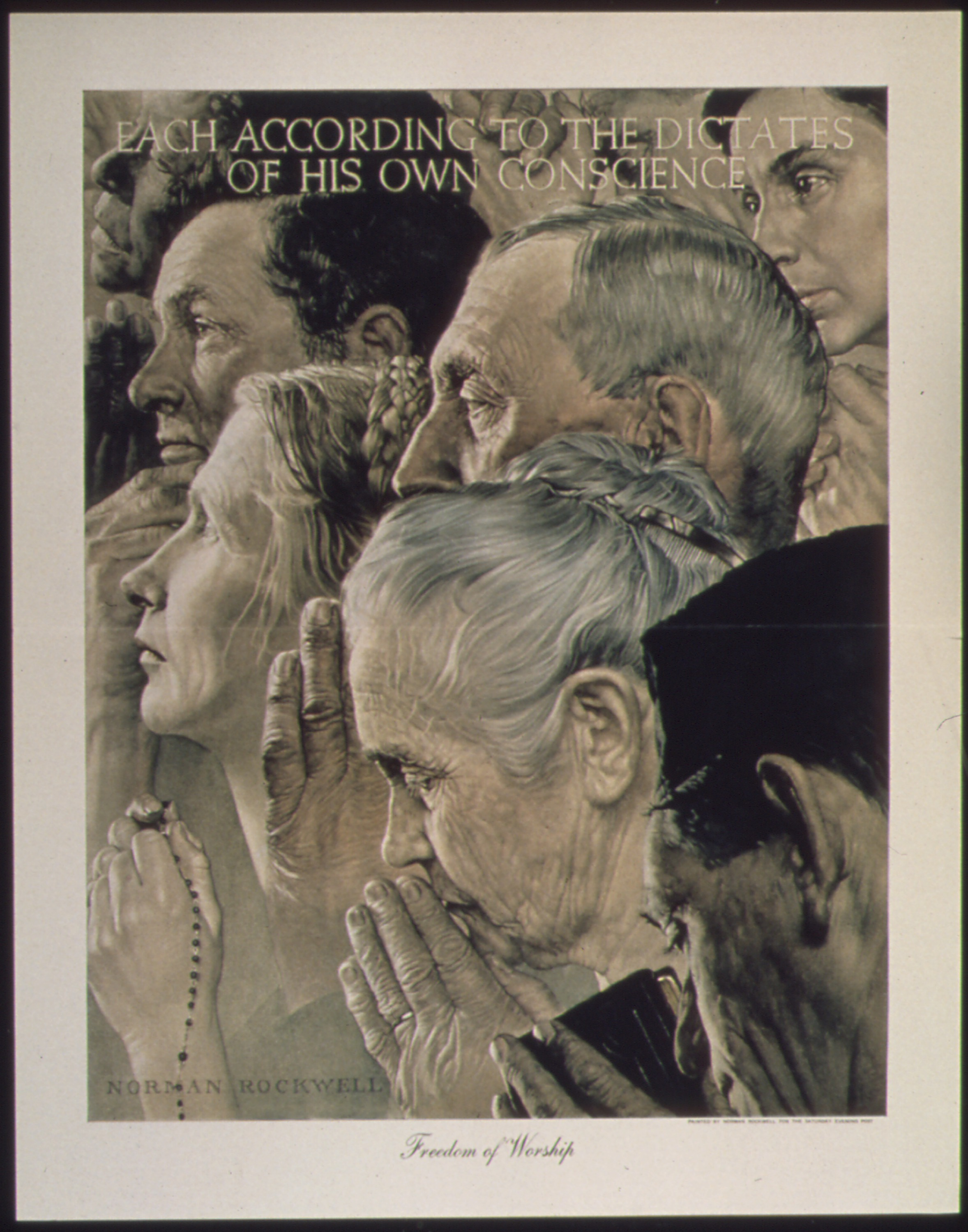
Freedom of Worship – Religionsfreiheit
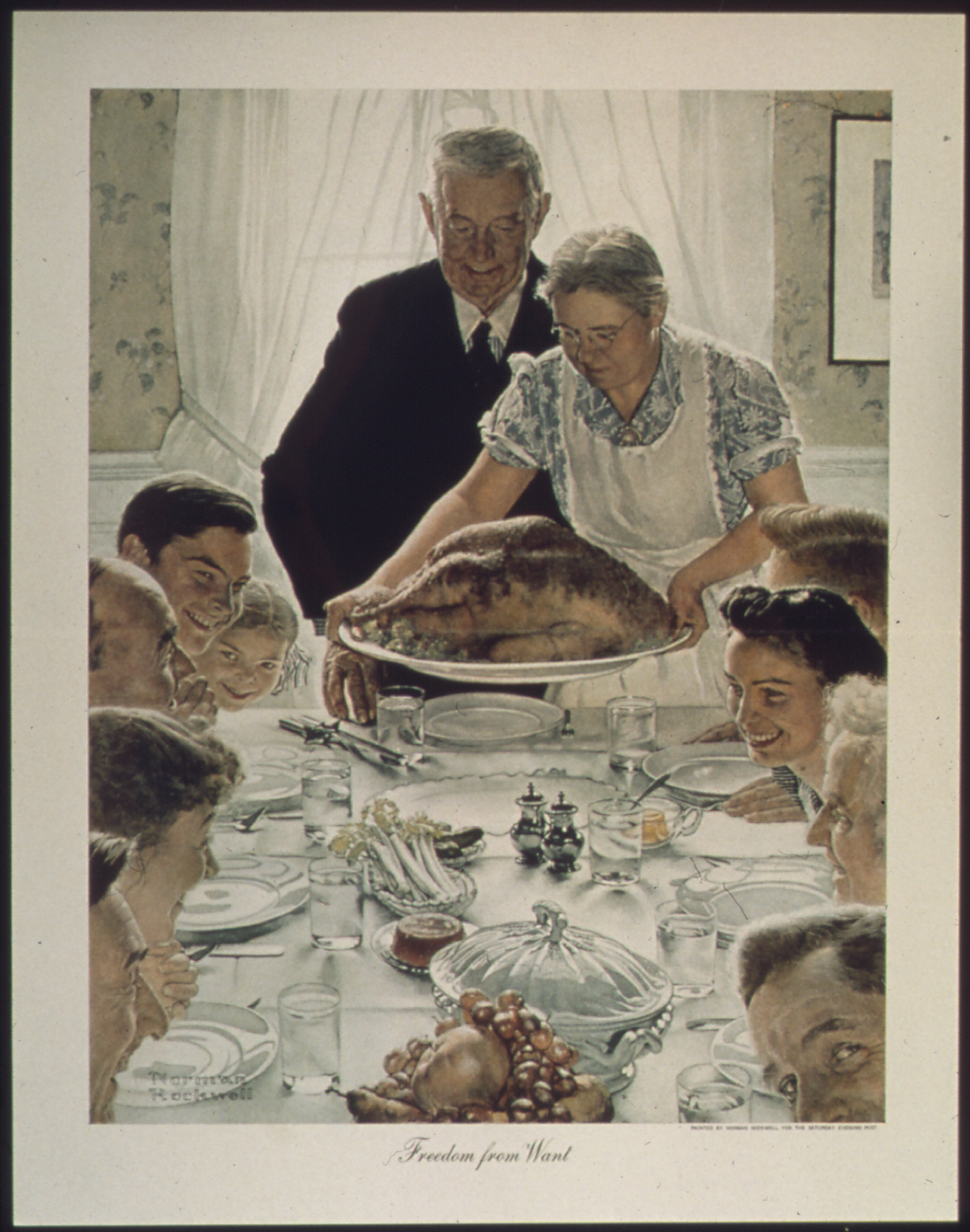
Freedom from Want – Freiheit von Not
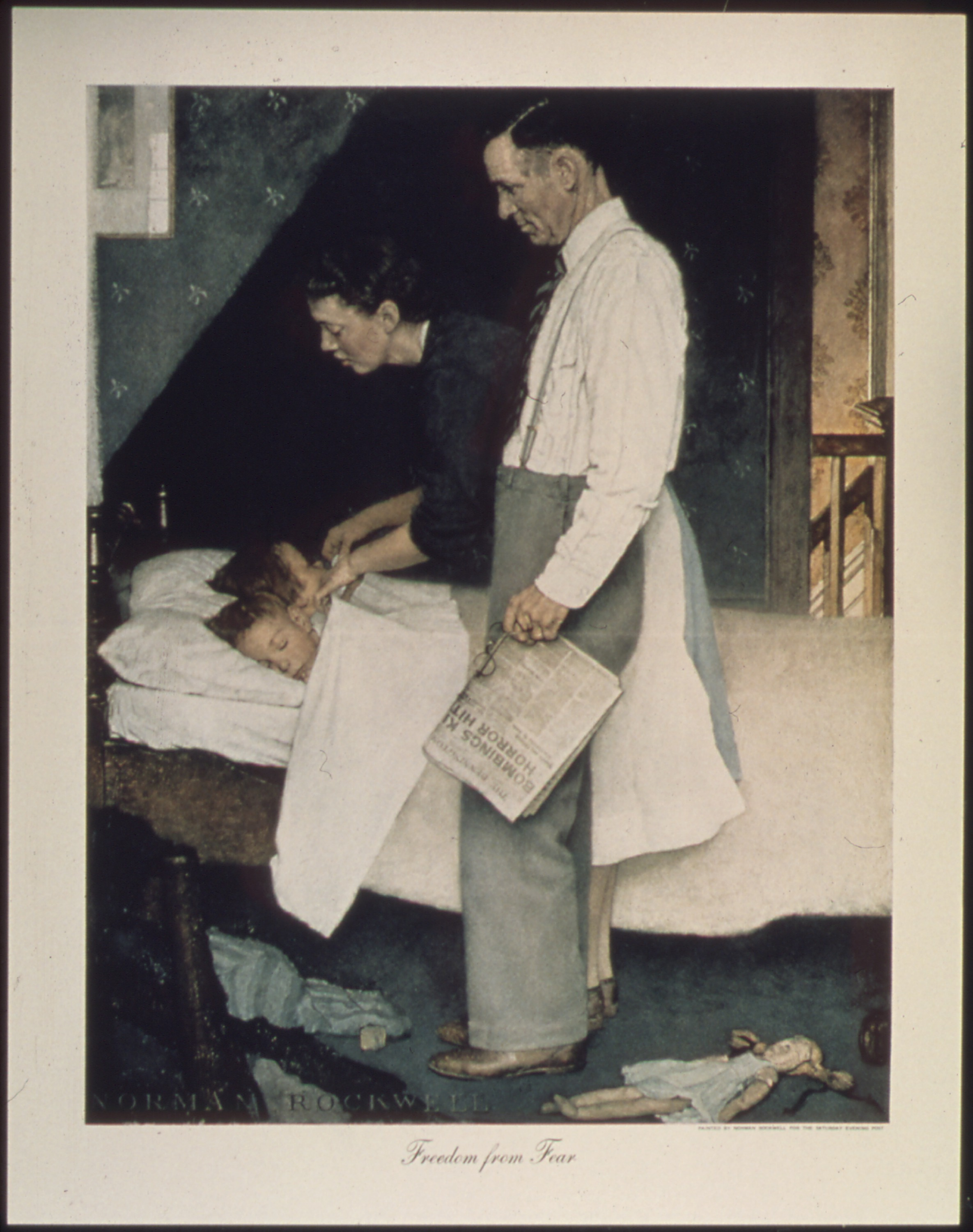
Freedom from Fear – Freiheit von Furcht

## Produktion
Die von Columbia Pictures Corporation gedrehten Filmaufnahmen entstanden in erster Linie in Stockbridge, Massachusetts, wo sich auch ein Rockwell-Museum befindet.

## Kritik
Auf der Seite Library Media heißt es, der Film studiere den über einen langen Zeitraum populären Künstler gut, einen Illustrator dessen Arbeiten im Laufe der Zeit immer mehr an Bedeutung zu gewinnen scheinen, und veranschauliche die Geschichten, die sich hinter vielen seiner ikonischen Post-Cover verbergen würden.

## Auszeichnung
Oscarverleihung 1973: Oscar für Richard Barclay und den von ihm produzierten Film.